# Intercalation (chimie)
Pour les articles homonymes, voir Intercalation.
Ne doit pas être confondu avec Intercalation (biochimie).
L’intercalation est l’inclusion ou l’insertion réversible d’une molécule (ou d’un ion) dans des matériaux lamellaires (en). On en trouve des exemples dans le graphite et les dichalcogénures de métaux de transition,.

## Exemples

### Graphite

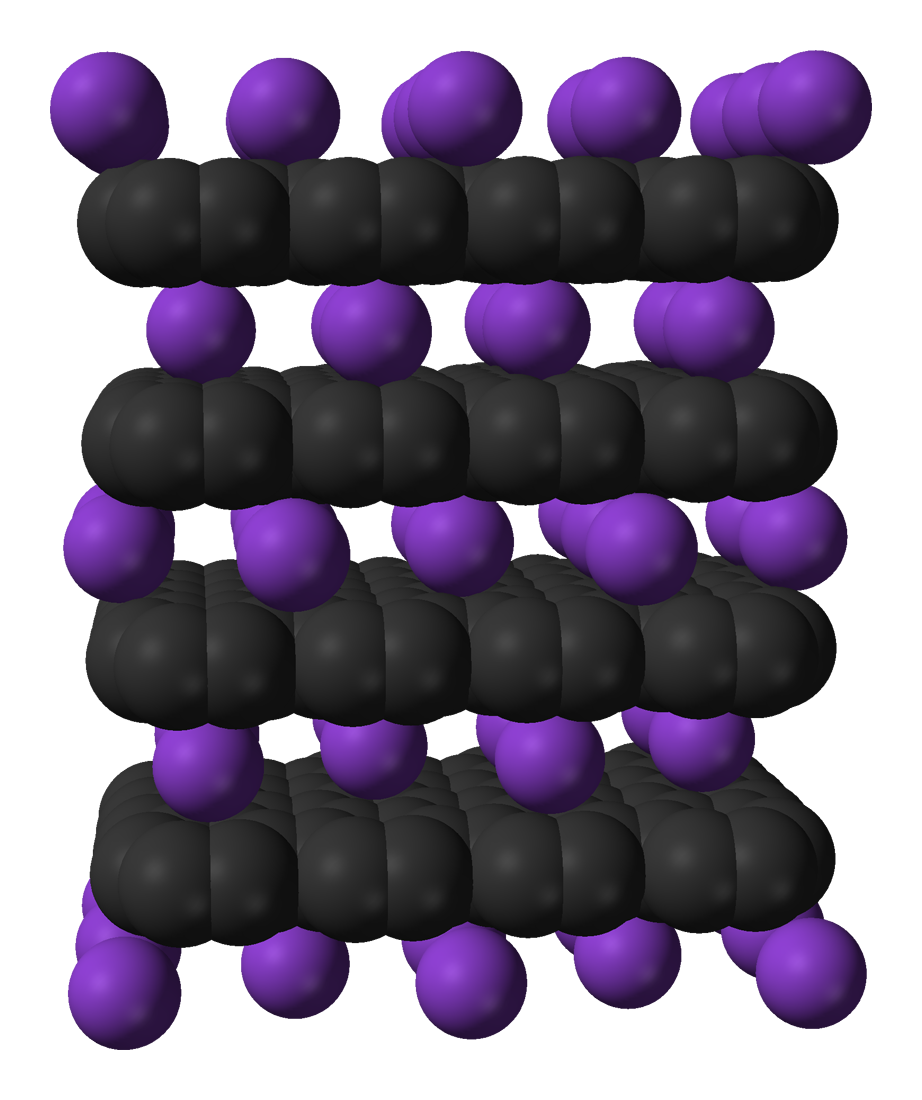
Modèle d'intercalation du potassium dans le graphite.

Un hôte d’intercalation célèbre est le graphite, qui intercale le potassium en tant qu’invité. L’intercalation élargit l’espace de van der Waals entre les feuillets, ce qui nécessite de l’énergie. Habituellement, cette énergie est fournie par un transfert de charge entre l’invité et l’hôte solide, c’est-à-dire par une réaction redox. Deux composés du graphite potassique sont le KC8 et le KC24. Les fluorures de carbone (p. ex., (CF)x et (C4F)) sont préparés par réaction du fluor et du carbone graphitique. Leur couleur est grisâtre, blanche ou jaune. La liaison entre les atomes de carbone et de fluor est covalente, donc le fluor n’est pas intercalé. De tels matériaux ont été envisagés comme cathode dans diverses batteries au lithium.
Le traitement du graphite avec des acides forts en présence d’agents oxydants provoque l’oxydation du graphite. Le bisulfate de graphite, [C24]+[HSO4]−, est préparé par cette approche à l’aide d’acide sulfurique et d’un peu d’acide nitrique ou d’acide chromique. Le perchlorate de graphite analogue peut être fabriqué de la même manière par réaction avec l’acide perchlorique.

### Batteries lithium-ion

Schéma d’intercalation de Li dans une cathode en disulfure de titane. Un axe du cristal TiS2 s'allonge et la charge est transférée de Li à Ti.

L’une des utilisations les plus importantes et les plus diversifiées du processus d’intercalation au début des années 2020 est le stockage électrochimique de l’énergie lithium-ion, dans les batteries utilisées dans de nombreux appareils électroniques portables, appareils d'aide à la mobilité, véhicules électriques et stations de stockage électrique par batterie à l’échelle industrielle.
En 2023, toutes les cellules Li-ion commerciales utilisent des composés d’intercalation comme matériaux actifs, et la plupart les utilisent à la fois dans la cathode et dans l’anode qui constituent la structure physique de la batterie.
En 2012, trois chercheurs, Goodenough, Yazami et Yoshino, ont reçu la médaille IEEE 2012 pour les technologies environnementales et de sécurité pour le développement de la batterie lithium-ion intercalée, puis Goodenough, Whittingham et Yoshino ont reçu le prix Nobel de chimie 2019 « pour le développement des batteries lithium-ion ».